# 紡錘若麗魚
紡錘若麗魚，為輻鰭魚綱鱸形目隆頭魚亞目慈鯛科的其中一種，分布於非洲馬拉威湖Chinyankwazi島流域，體長可達12公分，棲息在底層水域，以無脊椎動物為食，生活習性不明，可作為觀賞魚。

## 擴展閱讀
維基物種上的相關：紡錘若麗魚